# Alianza Nacional Tamil
La Alianza Nacional Tamil (en inglés "Tamil National Alliance") es una alianza política tamil cingalésa en Sri Lanka. 
Fue formada como una amalgama de partidos tamiles moderados así como varios grupos rebeldes de antaño. Ha participado en elecciones desde 2001.
La alianza originalmente apoyó la autodeterminación en un estado autónomo para los tamiles de la isla, pero quitó la demanda por un estado indepnediente en el 2010, diciendo que era tiempo de aceptar una ley regional.